# Contea di Changshan
La contea di Changshan (常山县S, Chángshān XiànP) è una contea della Cina, situata nella provincia dello Zhejiang.